# 緬恩斯05足球會二隊
緬恩斯05足球會二隊（德語：1. FSV Mainz 05 II）是德国緬恩斯的预备队，其主场设于可容纳 18,000 人的布赫径体育场。该队在历史上取得的最大成就是在2014年首次升入了德国足球丙级联赛，这也是德国的预备队所允许参加的最高级别联赛。当一线队在职业联赛作赛时，该队被称为美因茨05业余队，但当一线队于1967年至1988年，以及1989年至1900年在业余联赛作赛时，该队则被称为美因茨05二队。自2005年起，该队开始固定使用美因茨05二队的名称。